# 山崎峯次郎
山崎 峯次郎（やまざき みねじろう、1903年（明治36年）6月11日 - 1974年（昭和49年）11月4日）は、日本の実業家である。エスビー食品の創業者として知られた。旧姓は渋谷。

## 経歴・人物
埼玉県生まれ。小学校卒業後金杉村高等小学校に入学し、1915年（大正4年）の卒業までに農業に従事する。卒業後の1920年（大正9年）に上京し、1923年（大正12年）には東京都内にてソース屋の店員として活動した。同店でであったカレーライスに衝撃を受けた事によりカレー粉の製造を始め、これによって1926年（昭和元年）浅草にてエスビー食品の前身となる「日賀志屋」を創業し日本で初のカレー粉や香辛料類等の製造及び販売を始める。
翌1927年（昭和2年）には山崎隆治の妻ナイの養子となり山崎姓に改姓した。1930年（昭和5年）には製造した商品に「S&B」マークを付け、1932年（昭和7年）には新潟県出身の松川義隆の妻であった春栄と結婚する。1935年（昭和10年）には「日賀志屋」が合名会社に昇格し、翌1936年（昭和11年）には東京都ソースカレー製造業協会の会長に就任し、同年統制下の日本における香辛料の製造発展を目的に全国藩椒製粉工業組合の設立に携わった。1939年（昭和14年）には関東カレー工場組合の理事長も務め、翌1940年（昭和15年）には株式会社化される。第二次世界大戦中の1944年（昭和19年）には全国カレー工業組合総合会の会長を務め、戦後には物資が不足していた事を指摘し駐留軍に手持ちの原料の払い下げを目的に日本カレー振興会の設立にも携わった。1949年（昭和24年）には社名をエスビー食品に変更し、同社の社長を務め以後関連会社のエスビーガーリック工業及びエスビースパイス工業の社長全国カレー協同組合連合会の理事長を歴任した。晩年の1974年（昭和49年）には会長に就任し、同年に死去後は妻との遺志により公益財団法人山崎香辛料振興財団や板橋区内にスパイス展示館が設立された。

## 栄典
- 紺綬褒章（1958年）
- 藍綬褒章（1960年）
- 紫綬褒章（1966年）
- 勲三等旭日中綬章（1973年）

## 親族
- 妻：春栄（旧姓：松川）
  - 長男：至朗（1933年 - 2006年、エスビー食品第2代社長、元会長）
    - 長男の妻：陽子
    - 長男の子（長男）：泰宏
    - 長男の子（次男）：雅也（1962年 - 、エスビー食品第6代社長）

  - 次男：達光（1934年 - 2020年、エスビー第3代社長、元会長）
    - 次男の妻：綾子
    - 次男の子（長男）：明裕（1967年 - 、エスビー食品元会長）
    - 次男の子（長女）：香於里

  - 三男：勝（1939年 - 2020年、ヱスビー食品第4代社長、元会長）
    - 三男の妻：美枝子
    - 三男の子（長女）：由真子

  - 四男：繁生（1944年 - 、エスビーガーリック元社長）
    - 四男の妻：昌晃